# 피몬테
피몬테(이탈리아어: Pimonte)는 이탈리아 캄파니아주 나폴리현에 위치한 코무네다. 나폴리로부터 남동쪽 30km 거리에 있다.